# Station Folligny
Station Folligny is het spoorwegstation van de Franse gemeente Folligny. Er rijden de treinen van de Nomad Train. Het ligt op de spoorlijn van Rennes naar Caen en er is een verbinding naar Parijs.
- Nomad Train. Nouveau plan de réseau Nomad.